# Tào Văn công
Tào Văn công (chữ Hán: 曹文公; trị vì: 617 TCN-595 TCN), tên thật là Cơ Thọ (姬壽), là vị vua thứ 17 của nước Tào – chư hầu nhà Chu trong lịch sử Trung Quốc.
Cơ Thọ là con của Tào Cung công – vua thứ 16 nước Tào. Năm 618 TCN, Tào Cung công mất, Cơ Thọ lên nối ngôi, tức là Tào Văn công.

## Chiến tranh với chư hầu
Năm 612 TCN, Tào Văn công đến triều kiến Lỗ Văn công. Sau đó ông dự hội chư hầu do nước Tấn tổ chức. Riêng Tề Ý công không dự, sau đó mang quân quấy rối biên giới nước Lỗ và nước Tào.
Năm 608 TCN, chi quý tộc nước Tống là họ Vũ (dòng dõi Tống Vũ công) ghét Tống Văn công giết anh (Tống Chiêu công) giành ngôi, muốn chống lại nhưng bị Tống Văn công đánh đuổi. Họ Vũ chạy sang nước Tào mượn quân đánh Tống nhưng cuối cùng thất bại. Tống Văn công ghét nước Tào, bèn điều quân sang đánh phá một trận.
Năm 599 TCN, Tào Văn công hợp binh với bá chủ nước Tấn, cùng các chư hầu Tống, Vệ đi đánh Trịnh vì Trịnh theo Sở. Nước Trịnh xin giảng hòa, thần phục Tấn.
Năm 595 TCN, Tào Văn công qua đời. Ông ở ngôi được 23 năm. Con ông là Cơ Cường lên nối ngôi, tức là Tào Tuyên công.